# ایکینجی آقالی
ایکینجی آقالی (ترکی آذربایجانی: İkinci Ağalı) یک منطقهٔ مسکونی در جمهوری آذربایجان است که در استان کاشاتاق واقع شده‌است.